# Paul Patrone
Paul Patrone, né le 14 juin 1914 à Bastia (Corse) et mort le 5 février 2003 à Martigues (Bouches-du-Rhône), est un footballeur français évoluant au poste de défenseur.

## Carrière
Patrone joue au Red Star de 1931 à 1932, puis au SC Bastia de 1932 à 1935. Patrone rejoint ensuite l'AC Ajaccio où il reste jusqu'en 1937, intégrant l'effectif de Château-Gombert, quartier de la ville de Marseille. 
L'Olympique de Marseille le recrute en 1938 ; il y reste jusqu'en 1943, remportant la Coupe de France de football 1942-1943. Puis il est intégré à l'équipe fédérale Marseille-Provence puis à celle de Grenoble-Dauphiné lors de la saison 1943-1944. Il achève sa carrière à Orange et à Veynes.

## Palmarès
- Vainqueur de la Coupe de France de football 1942-1943 avec l'Olympique de Marseille